# تومي مكدونالد
تومي مكدونالد (بالإنجليزية: Tommy McDonald)‏ (24 مايو 1930 في المملكة المتحدة - 24 أغسطس 2004 بدنفيرملين في المملكة المتحدة) هو لاعب كرة قدم بريطاني في مركز جناح. شارك مع منتخب اسكتلندا الثانوي لكرة القدم ‏. أما مع النوادي، فقد لعب مع دونفرملين أثلتيك وريث روفرز وكوين أوف ساوث وليستر سيتي ونادي هيبرنيان ووولفرهامبتون واندررز ونادي ستيرلينغ ألبيون ونادي كاودينبيث لكرة القدم.

## وصلات خارجية
- تومي مكدونالد على موقع قاعدة بيانات كرة القدم.إي يو (الإنجليزية)